# Polyrhachis calliope
Polyrhachis calliope är en myrart som beskrevs av Carlo Emery 1900. Polyrhachis calliope ingår i släktet Polyrhachis och familjen myror. Inga underarter finns listade i Catalogue of Life.